# Jean-Louis Loday
Jean-Louis Loday (12 de janeiro de 1946 — Les Sables-d'Olonne, 6 de junho de 2012) foi um matemático francês.
Trabalhou com homologia cíclica e introduziu a álgebra de Leibniz (também denominada álgebra de Loday) e a álgebra de Zinbiel. Usou algumas vezes o pseudônimo Guillaume William Zinbiel, formado pela reversão do último nome de Gottfried Wilhelm Leibniz.

## Publicações
- Loday, Jean-Louis (1998), Cyclic homology, ISBN 978-3-540-63074-6, Grundlehren der Mathematischen Wissenschaften, 301 2nd ed. , Berlin, New York: Springer-Verlag,
- Loday, Jean-Louis & Teimuraz, Pirashvili (1993). «Universal enveloping algebras of Leibniz algebras and (co)homology». Mathematische Annalen. 296 (1): 139–158. doi:10.1007/BF01445099
- Loday, Jean-Louis; Vallette, Bruno (2012), Algebraic Operads (PDF), ISBN 978-3-642-30361-6, Grundlehren der Mathematischen Wissenschaften, 346, Berlin, New York: Springer-Verlag
- Zinbiel, Guillaume William (2012), «Encyclopedia of types of algebras 2010», in:  Guo, Li; Bai, Chengming; Loday, Jean-Louis, Operads and universal algebra, ISBN 9789814365116, Nankai Series in Pure, Applied Mathematics and Theoretical Physics, 9, pp. 217–298, Zinbiel is a pseudonym of Jean-Louis Loday, consultado em 28 de dezembro de 2013, cópia arquivada em 11 de maio de 2012